# Giao dịch điện tử an toàn (SET)
Giao dịch Điện tử Bảo mật (SET) là một tiêu chuẩn giao thức truyền thông để bảo mật các giao dịch thẻ tín dụng qua các mạng, cụ thể là Internet. Bản thân SET không phải là một hệ thống thanh toán, mà là một tập hợp các giao thức và định dạng bảo mật cho phép người dùng sử dụng cơ sở hạ tầng thanh toán thẻ tín dụng hiện có trên một mạng mở theo cách an toàn. Tuy nhiên, nó không tạo được sức hút trên thị trường. Visa hiện đang quảng bá chương trình Bảo mật 3-D.
Giao dịch điện tử an toàn (SET) là một hệ thống đảm bảo an toàn cho các giao dịch tài chính trên Internet. Ban đầu nó được hỗ trợ bởi Mastercard, Visa, Microsoft, Netscape và những người khác. Với SET, người dùng được cấp một ví điện tử (chứng chỉ kỹ thuật số) và giao dịch được tiến hành và xác minh bằng cách sử dụng kết hợp chứng chỉ số và chữ ký số giữa người mua, người bán và ngân hàng của người mua theo cách đảm bảo quyền riêng tư và bí mật

## Lịch sử và phát triển
SET được phát triển bởi SET Consortium, do Visa và Mastercard thành lập năm 1996 với sự hợp tác của GTE, IBM, Microsoft, Netscape, SAIC, Terisa Systems, RSA và VeriSign.  Mục tiêu của tập đoàn là kết hợp các giao thức tương tự nhưng không tương thích của các hiệp hội thẻ (STT của Visa / Microsoft và SEPP của Mastercard / IBM) thành một tiêu chuẩn duy nhất.
SET cho phép các bên tự nhận dạng nhau và trao đổi thông tin một cách an toàn. Ràng buộc danh tính dựa trên chứng chỉ X.509 với một số phần mở rộng.  SET đã sử dụng một thuật toán làm mờ mật mã, trên thực tế, sẽ cho phép người bán thay thế chứng chỉ cho số thẻ tín dụng của người dùng. Nếu SET được sử dụng, bản thân người bán sẽ không bao giờ phải biết số thẻ tín dụng được gửi từ người mua, số thẻ này sẽ cung cấp khoản thanh toán tốt đã được xác minh nhưng bảo vệ khách hàng và công ty tín dụng khỏi gian lận.
SET được dự định trở thành phương thức thanh toán tiêu chuẩn trên Internet giữa người bán, người mua và các công ty phát hành thẻ tín dụng.
Thật không may, việc thực hiện của từng bên liên quan chính hoặc tốn kém hoặc cồng kềnh. Cũng có một số yếu tố bên ngoài có thể làm phức tạp cách thức tích hợp yếu tố người tiêu dùng vào trình duyệt. Có một tin đồn vào khoảng năm 1994-1995 cho rằng Microsoft tìm kiếm dòng thu nhập 0,25% từ mỗi giao dịch được bảo đảm bằng các thành phần tuân thủ SET tích hợp của Microsoft mà họ sẽ triển khai trong trình duyệt Internet của mình.

## Các tính năng chính
Để đáp ứng các yêu cầu kinh doanh, SET kết hợp các tính năng sau
- Bảo mật thông tin
- Tính toàn vẹn của dữ liệu
- Xác thực tài khoản chủ thẻ
- Xác thực người bán

## Người tham gia
Một hệ thống SET bao gồm những người tham gia sau:
- Chủ thẻ
- Thương gia
- Người phát hành
- Người mua lại
- Cổng thanh toán
- Chứng nhận thẩm quyền

## Cách thức hoạt động
Cả chủ thẻ và người bán phải đăng ký với CA (cơ quan cấp chứng chỉ) trước, trước khi họ có thể mua hoặc bán trên Internet. Sau khi đăng ký xong, chủ thẻ và người bán có thể bắt đầu thực hiện các giao dịch, bao gồm chín bước cơ bản trong giao thức này, được đơn giản hóa.
1. Khách hàng duyệt trang web và quyết định mua những gì
2. Khách hàng gửi thông tin đặt hàng và thanh toán, bao gồm hai phần trong một tin nhắn:
a. Đơn đặt hàng - phần này dành cho người bán
b. Thông tin thẻ - phần này chỉ dành cho ngân hàng của người bán.
3. Người bán chuyển tiếp thông tin thẻ (phần b) đến ngân hàng của họ
4. Ngân hàng của người bán kiểm tra với nhà phát hành để xác nhận ủy quyền thanh toán
5. Nhà phát hành gửi ủy quyền đến ngân hàng của người bán
6. Ngân hàng của người bán gửi ủy quyền cho người bán
7. Người bán hoàn tất đơn hàng và gửi xác nhận cho khách hàng
8. Người bán nắm bắt giao dịch từ ngân hàng của họ
9. Nhà phát hành in hóa đơn thẻ tín dụng (hóa đơn) cho khách hàng

## Chữ ký kép
Như được mô tả trong (Stallings 2000):
Một cải tiến quan trọng được giới thiệu trong SET là chữ ký kép. Mục đích của chữ ký kép là liên kết hai thông điệp dành cho hai người nhận khác nhau. Trong trường hợp này, khách hàng muốn gửi thông tin đặt hàng (OI) cho người bán và thông tin thanh toán (PI) cho ngân hàng. Người bán hàng không cần biết số thẻ tín dụng của khách hàng, và ngân hàng không cần biết chi tiết đơn đặt hàng của khách hàng. Khách hàng được bảo vệ thêm về quyền riêng tư bằng cách giữ riêng hai mục này. Tuy nhiên, hai mục phải được liên kết theo cách có thể được sử dụng để giải quyết tranh chấp nếu cần thiết. Liên kết là cần thiết để khách hàng có thể chứng minh rằng khoản thanh toán này là dành cho đơn đặt hàng này chứ không phải cho một số hàng hóa hoặc dịch vụ khác.
Các thông điệp tiêu hóa (MD) của OI và PI được tính toán một cách độc lập bởi khách hàng. Chúng được nối với nhau và MD khác được tính từ đây. Cuối cùng, chữ ký kép được tạo ra bằng cách mã hóa MD bằng khóa bí mật của khách hàng. Chữ ký kép được gửi cho cả người bán và ngân hàng. Giao thức sắp xếp để người bán có thể nhìn thấy MD của PI mà không nhìn thấy chính PI và ngân hàng nhìn thấy MD của OI nhưng không thấy chính OI. Chữ ký kép có thể được xác minh bằng MD của OI hoặc PI, mà không yêu cầu OI hoặc PI. Quyền riêng tư được bảo toàn vì MD không thể bị đảo ngược, điều này sẽ tiết lộ nội dung của OI hoặc PI.

## Lưu ý
1. Merkow p. 248
2. ^ SET Specification Book 2 tr.214